# Memo (Tapo/Memo)
Memo (Memoe) ist ein osttimoresischer Ort im Suco Tapo/Memo (Verwaltungsamt Maliana, Gemeinde Bobonaro).

## Geographie
Memo ist die größte Siedlung des Sucos. Sie befindet sich in der Aldeia Uluatin, am Malibaca, dem Grenzfluss zum indonesischen Teil Westtimors, auf einer Meereshöhe von 223 m. Ein Teil des Südufers des Flusses bildet eine Exklave die zu Osttimor gehört. Nördlich von Memo liegt, jenseits eines Nebenarms der Malibacas, das osttimoresische Dorf Babulo. Der nächstgelegene Ort in Indonesien ist Dilumil (Distrikt Lamaknen, Regierungsbezirk Belu).

## Geschichte

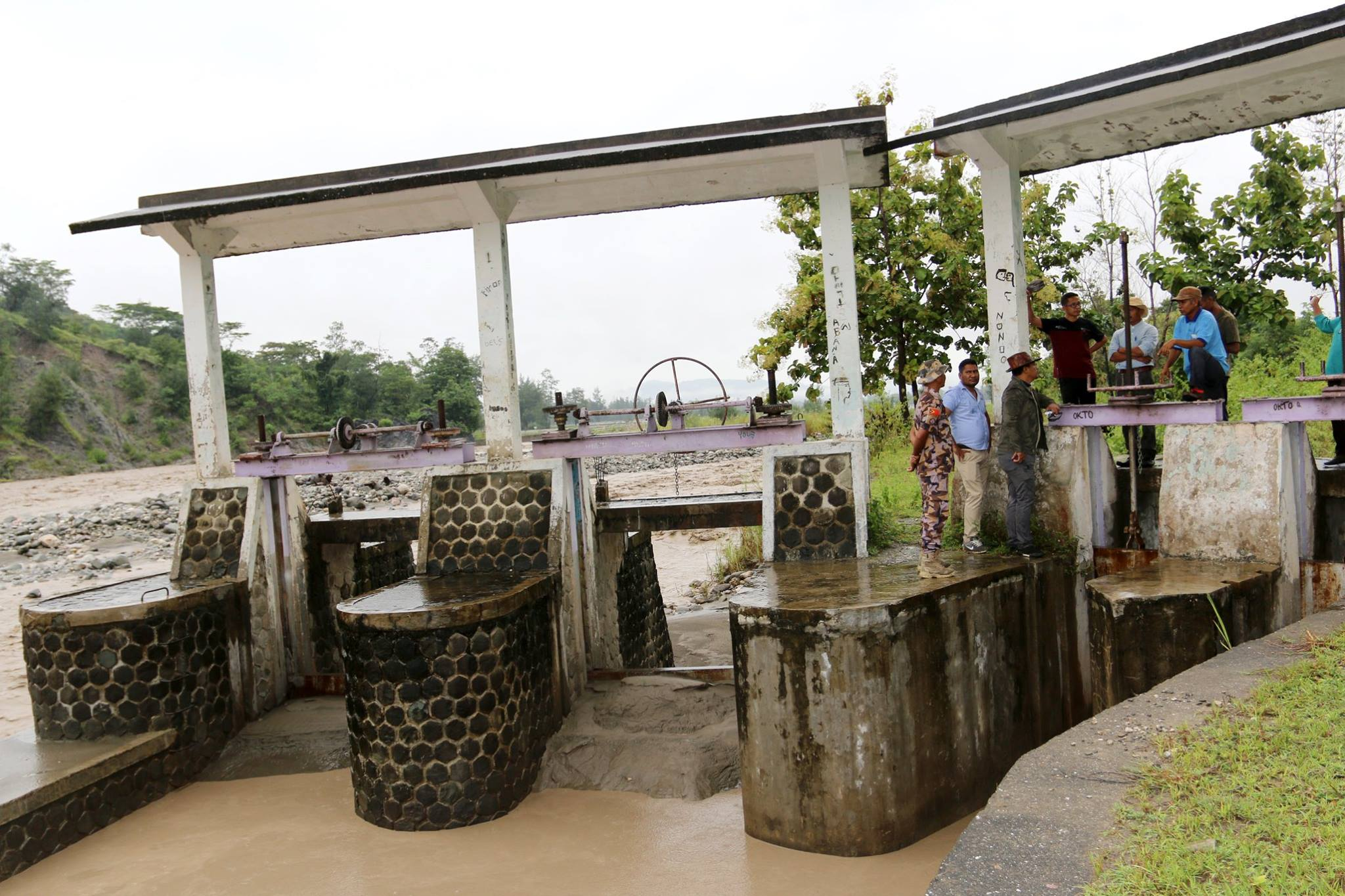
Bewässerungsanlage bei Memo

Während der Entkolonisierung Portugiesisch-Timors kam es zum Bürgerkrieg zwischen UDT und FRETILIN, bei dem die UDT unterlag. Der Liurai von Memo, ein Anhänger der UDT, zwang mehrere Personen ihm auf seiner Flucht nach Westtimor zu begleiten. Hier wurden sie für die kommende Invasion Osttimors von Indonesien rekrutiert. Im Rahmen der Operation Flamboyan besetzten indonesische Soldaten bereits bis zum 16. Oktober 1975 das Gebiet, getarnt als osttimoresische Milizionäre.
Im Umfeld des Unabhängigkeitsreferendums in Osttimor am 30. August 1999 kam es zu mehreren Gewalttaten durch indonesische Sicherheitskräfte und Milizen.
Am 27. August 1999 ermordeten Mitglieder der Milizen Dadarus Merah Putih und Halilintar, in Gegenwart von indonesischer Polizei und Militär, in Memo, mehrere Unterstützer der Unabhängigkeitsbewegung Osttimors an. Die Einwohner Raul dos Santos, Felis Laku und Jaime wurden erschossen. 22 Häuser wurden niedergebrannt.
In den ersten Jahren der Unabhängigkeit kam es wiederholt zu Zwischenfällen an der Grenze, so zum Schusswechsel am 21. April 2005 bei Maliana.
Am 18. August 2015 wurde ein Versorgungssystem für Trinkwasser feierlich eingeweiht. Es versorgt mehrere Orte in der Umgebung um Memo.

## Einrichtungen

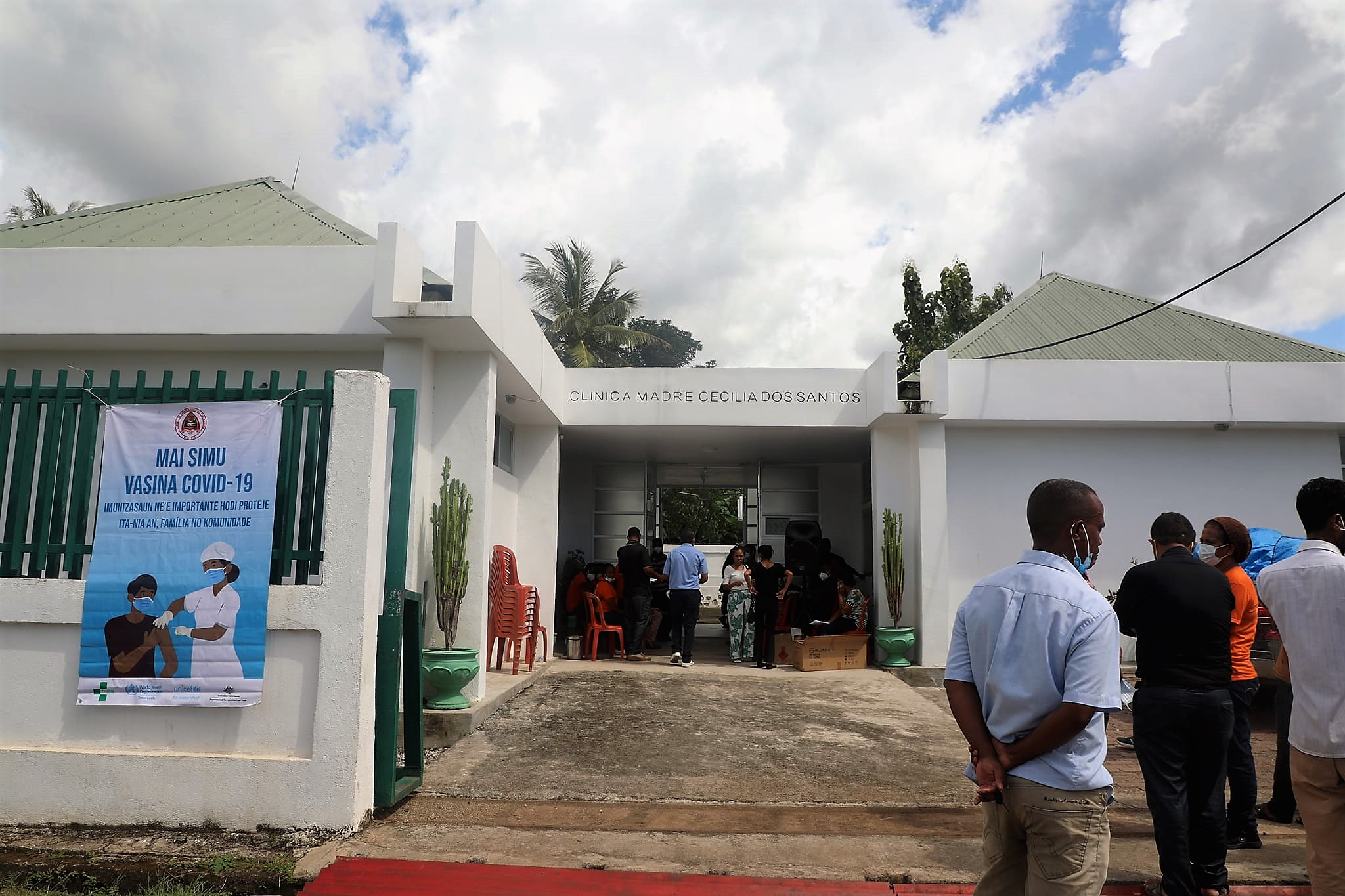
Clinica Madre Cecilia dos Santos, Memo

In Memo befinden sich der Sitz des Sucos, eine Grundschule (Escola Primaria Tapo/Memo), die Kapelle São Pedro Memo, die Clinica Madre Cecilia dos Santos, ein Büro der Zollbehörde Osttimors und der Stützpunkt Memo der Grenzpolizei (UPF).

## Persönlichkeiten
- Guilherme dos Santos (* 1939), indonesischer Politiker und Bupati von Bobonaro (1992–1999)